# Amphoe Nong Phok

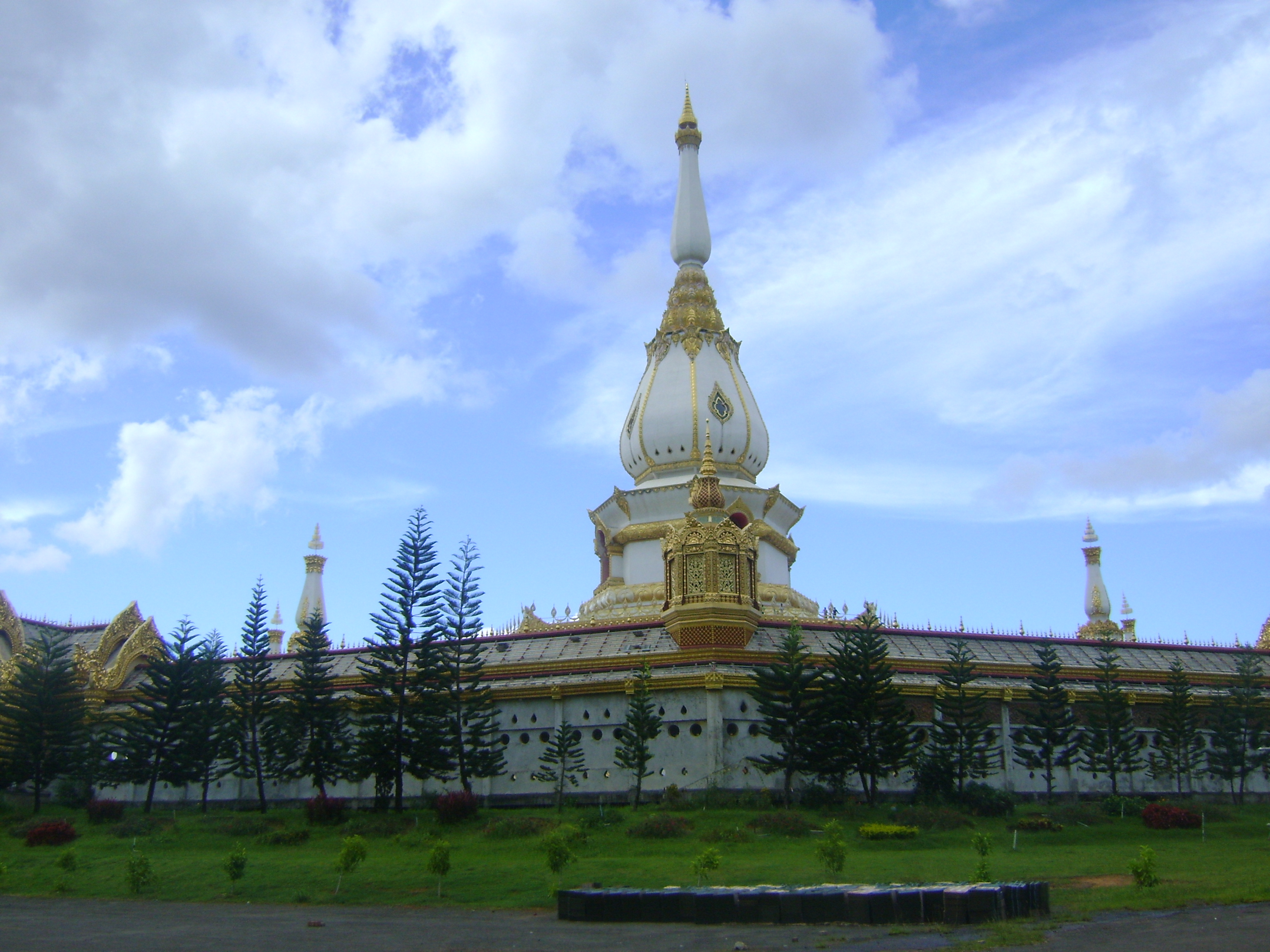
Phra Maha Chedi Chai Mongkol

Amphoe Nong Phok (Thai: อำเภอ หนองพอก) ist ein Landkreis (Amphoe – Verwaltungs-Distrikt) in der Provinz Roi Et. Die Provinz Roi Et liegt in der Nordostregion von Thailand, dem so genannten Isan.

## Geographie
Amphoe Nong Phok grenzt an die folgenden Landkreise (von Süden im Uhrzeigersinn): an die Amphoe Selaphum, Phon Thong und Moei Wadi in der Provinz Roi Et, an Amphoe Nong Sung der Provinz Mukdahan, sowie an die Amphoe Loeng Nok Tha und Kut Chum der Provinz Yasothon.

## Geschichte
Die Geschichte des Bezirks geht zurück auf das Dorf Ban Nong Phok, welches zum Tambon Kok Pho gehörte, heute Amphoe Phon Thong. Am 16. Juni 1965 wurde es zum „Zweigkreis“ (King Amphoe) erhoben, bestehend aus den beiden Tambon Kok Pho und Bueng Ngam. Am 28. Juni 1973 wurde er zum Amphoe heraufgestuft.

## Sehenswürdigkeiten
- Phra Maha Chedi Chai Mongkol (พระมหาเจดีชัยมงคล) – eine der größten Chedis in Thailand: sie ist 101 Meter breit, 101 Meter lang und 101 Meter hoch. Sie wurde auf einem 101 Rai (16,16 Hektar) großen Stück Land errichtet. Die Zahl 101 (auf Thai: Roi-Et) symbolisiert den Namen der Provinz. Die Chedi soll Reliquien des Buddha enthalten. Sie gehört zum Wat Pha Namthip Thep Prasit Vararam, einem buddhistischen Tempel (Wat).
- Im Landkreis befindet sich auch ein Arboretum (Thai: สวนรุกขชาติ), das „Dong Meu Arboretum“, sowie ein so genannter „Literarischer Botanischer Garten“ (สวนพฤกษศาสตร์วรรณคดี). Der „Northeastern Literary Botanical Garden“ (Thai: สวนพฤกษศาสตร์วรรณคดี ภาคตะวันออกเฉียงเหนือ) wurde 1985 zu Ehren von König Bhumibol Adulyadejs 60. Geburtstag eröffnet. Er enthält auf einer Größe von 1000 Rai Pflanzen, die in der thailändischen Literatur erwähnt werden und die daher eine kulturelle und geschichtliche Bedeutung erlangten.[3]

## Verwaltungseinheiten
Provinzverwaltung
Der Landkreis Nong Phok ist in neun Tambon („Unterbezirke“ oder „Gemeinden“) eingeteilt, die sich weiter in 120 Muban („Dörfer“) unterteilen.
| Nr. | Name          | Thai      | Muban | Einw. |
| --- | ------------- | --------- | ----- | ----- |
| 01. | Nong Phok     | หนองพอก   | 14    | 9.396 |
| 02. | Bueng Ngam    | บึงงาม     | 11    | 5.609 |
| 03. | Phukhao Thong | ภูเขาทอง   | 17    | 9.636 |
| 04. | Kok Pho       | กกโพธิ์     | 12    | 6.412 |
| 05. | Khok Sawang   | โคกสว่าง   | 10    | 4.826 |
| 06. | Nong Khun Yai | หนองขุ่นใหญ่ | 13    | 8.094 |
| 07. | Rop Mueang    | รอบเมือง   | 19    | 9.931 |
| 08. | Pha Nam Yoi   | ผาน้ำย้อย   | 13    | 6.001 |
| 09. | Tha Sida      | ท่าสีดา     | 11    | 6.018 |

Lokalverwaltung
Es gibt zwei Kommunen mit „Kleinstadt“-Status (Thesaban Tambon) im Landkreis:
- Tha Sida (Thai: เทศบาลตำบลท่าสีดา) bestehend aus dem kompletten Tambon Tha Sida.
- Nong Phok (Thai: เทศบาลตำบลหนองพอก) bestehend aus den Teilen der Tambon Nong Phok, Rop Mueang.

Außerdem gibt es acht „Tambon-Verwaltungsorganisationen“ (องค์การบริหารส่วนตำบล – Tambon Administrative Organizations, TAO):
- Nong Phok (Thai: องค์การบริหารส่วนตำบลหนองพอก) bestehend aus Teilen des Tambon Nong Phok.
- Bueng Ngam (Thai: องค์การบริหารส่วนตำบลบึงงาม) bestehend aus dem kompletten Tambon Bueng Ngam.
- Phukhao Thong (Thai: องค์การบริหารส่วนตำบลภูเขาทอง) bestehend aus dem kompletten Tambon Phukhao Thong.
- Kok Pho (Thai: องค์การบริหารส่วนตำบลกกโพธิ์) bestehend aus dem kompletten Tambon Kok Pho.
- Khok Sawang (Thai: องค์การบริหารส่วนตำบลโคกสว่าง) bestehend aus dem kompletten Tambon Khok Sawang.
- Nong Khun Yai (Thai: องค์การบริหารส่วนตำบลหนองขุ่นใหญ่) bestehend aus dem kompletten Tambon Nong Khun Yai.
- Rop Mueang (Thai: องค์การบริหารส่วนตำบลรอบเมือง) bestehend aus Teilen des Tambon Rop Mueang.
- Pha Nam Yoi (Thai: องค์การบริหารส่วนตำบลผาน้ำย้อย) bestehend aus dem kompletten Tambon Pha Nam Yoi.